# Pronephrium amphitrichum
Pronephrium amphitrichum är en kärrbräkenväxtart som beskrevs av Holtt. Pronephrium amphitrichum ingår i släktet Pronephrium och familjen Thelypteridaceae. Inga underarter finns listade.